# Lepidodexia napoensis
Lepidodexia napoensis är en tvåvingeart som beskrevs av De Souza Lopez 1983. Lepidodexia napoensis ingår i släktet Lepidodexia och familjen köttflugor.
Artens utbredningsområde är Ecuador. Inga underarter finns listade i Catalogue of Life.